# 亨利·休厄尔
亨利·休厄尔（英語：Henry Sewell，1807年9月7日—1879年5月14日）是一名英国殖民者、政治家、新西兰获准建立责任制政府后的首任总理（1856年）。原在伦敦当律师。曾任坎特伯雷新西兰殖民协会秘书和副主席，1852年去新西兰开办律师业。1854年成为众议员。1856年5月7日任总理，5月13日因未获得众议院足够的支持而辞职。后任财政部长和海关专员（1856—1859年）、总检察长（1861—1862年），并两度担任司法部长（1864—1865，1869—1872年）。1873年休厄尔退出政坛回到英国，1879年5月14日在剑桥郡剑桥去世。

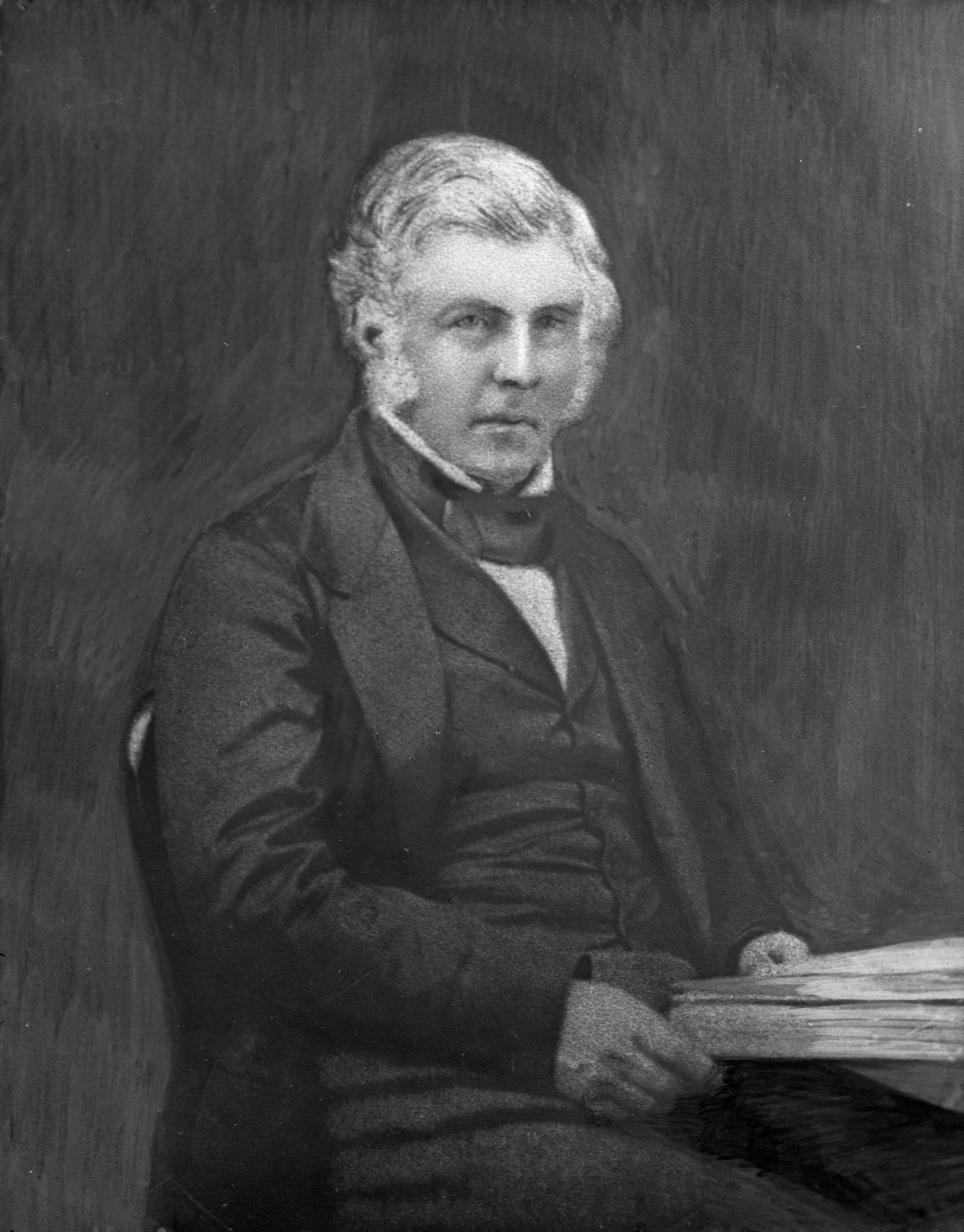
亨利·休厄尔在1856年